# SMAP SHOP
「SMAP SHOP」（スマップ ショップ）は、年末年始に期間限定でオープンされていた、日本の男性アイドルグループSMAPに関するグッズを販売する店舗である。

## 概要
- 店内ではチョコレートやハンカチなどのSMAP SHOP限定グッズや、最新CD、コンサート・ドラマ・映画のDVDを販売しており、また実際にコンサート・テレビで使用された衣装の展示やメンバーのコメント映像などが観覧できた。
- 元々はフジテレビのHOT☆FANTASY ODAIBAのブースの1つであり、SMAP SHOPという名前ではなかったものの、CD・DVDの販売や衣装の展示などを行っていた。
- その約1年後、表参道ヒルズでSMAP SHOPとして独立した形で営業するようになった。
- 2007年からはテーマと同じ名前のSMAP SHOP限定（期間・枚数限定）CDが発売され、収録時間3分9秒・価格390円とサンキュー（39）に拘った設定となっていた。
- 平日でも整理券の配布を行うほど混雑した。
- SMAP自身もプライベートでたびたび来店していた。
- 2016年12月31日でSMAPは解散したため、営業は終了した。

## SMAP SHOP (第1弾)

### 概要
- 開催日時：2005年12月10日 - 2006年1月3日
- 営業時間：11:00 - 21:00
- 会場：フジテレビ

SMAP SHOPとしてのオープンではなく、HOT☆FANTASY ODAIBA 2005-2006のブースの1つとしてオープン。

## SMAP SHOP 2006

### 概要
- 開催日時：2006年12月5日 - 2007年1月7日
- 営業時間：11:00 - 21:00
- 会場：表参道ヒルズ R-STUDIO

SMAPライブDVD&VHS「Pop Up! SMAP LIVE! 思ったより飛んじゃいました!ツアー」の発売を記念して、表参道ヒルズ R-STUDIOにオープンした。店のアートディレクションはアルバム「Pop Up SMAP!」のジャケットも手がけたアーティスト・佐藤可士和氏が手がけた。また、店舗限定商品である「original Meiji Milk Chocolate」も発売した。

### 販売グッズ
| グッズ                                                                              | 価格(税込)    | 備考               |
| ----------------------------------------------------------------------------------- | ------------- | ------------------ |
| DVD「Pop Up! SMAP LIVE! 思ったより飛んじゃいました! ツアー」SMAP SHOP限定パッケージ | 8,400円       | 内容は通常盤と同様 |
| SMAP SHOP限定「original Meiji Milk Chocolate（大/小）」                             | 1,050円/105円 |                    |
| DVD-BOX「西遊記」                                                                   | 23,940円      |                    |
| DVD「一分 TAKUYA KIMURA」                                                           | 3,990円       |                    |
| DVD「X'smap ～虎とライオンと五人の男～」                                            | 3,990円       |                    |
| シングルCD「ありがとう」                                                            | 1,155円       |                    |
| アルバムCD「Pop Up! SMAP」                                                          | 3,600円       |                    |

### 店内展示品
- メンバー着用衣装
  - 「Pop Up! SMAP -飛びます!トビだす!とびスマ?TOUR-」ステージ衣装
- 店内モニターにてメンバーコメント放映

## HAPPY HAPPY SMAP

### 概要
- 開催日時：2007年12月2日 - 2008年1月7日
- 営業時間：11:00 - 21:00 (最終日は11:00 - 17:00)
- 会場：表参道ヒルズ R-STUDIO

毎日暗いニュースばかりが続いた2007年を吹き飛ばし、ハッピーな2008年を呼び込むようにSMAPが願う合言葉として「HAPPY HAPPY SMAP」とテーマが名付けられた。今回から店舗限定のCDが販売開始された。
携帯サイト「Johnny's Web」では、2008年1月8日から5日間の期間限定で楽曲「HAPPY HAPPY SMAP」の通信販売を実施した。また、着うたを39円で配信し、会場まで行けない遠方のファンにも入手することが可能であった。
前回のSMAP SHOPに引き続き、「Meiji Milk Chocolate」が発売された。「HAPPY HAPPY SMAP」のロゴが施されたデザインとなっている。

### 販売グッズ
| グッズ                                                    | 価格(税込) | 備考                   |
| --------------------------------------------------------- | ---------- | ---------------------- |
| SMAP Merry Happy CD「HAPPY HAPPY SMAP」                   | 390円      | プロデュース：小西康陽 |
| SMAP SHOP限定「Meiji Milk Chocolate」                     | 1,150円    | 数量限定               |
| SMAP SHOP限定 DVD「映画『西遊記』」(クリスマスバージョン) | 3,940円    |                        |
| SMAP SHOP限定 DVD「映画『西遊記』」(お正月バージョン)     | 3,940円    |                        |
| SMAP SHOP限定「ハンカチ」(2種)                            | 各1,200円  |                        |
| SMAP SHOP限定「トランプ」                                 | 1,000円    |                        |
| 香取慎吾デザイン「『STRINGS』グッズ Tシャツ」(通常版)     | 3,990円    |                        |
| 香取慎吾デザイン「『STRINGS』グッズ タンブラー(月/砂漠)」 | 各1,260円  |                        |
| 香取慎吾デザイン「『STRINGS』グッズ ポーチ」              | 1,890円    |                        |
| 香取慎吾デザイン「『STRINGS』グッズ 2WAYポーチ」          | 2,940円    |                        |
| シングルCD「弾丸ファイター」                              | 1,155円    |                        |
| DVD「ストリングス～愛と絆の旅路～」                       | 3,990円    |                        |
| DVD「映画『西遊記』スタンダード・エディション」           | 3,990円    |                        |
| DVD「映画『西遊記』Presents 悟空"なまか"体操 DVD」        | 2,940円    |                        |
| DVD「武士の一分」                                         | 3,990円    |                        |

### 店内展示品
- メンバー着用衣装
  - 中居正広：バラエティ番組「中居正広の金曜日のスマたちへ」着用衣装
  - 木村拓哉：映画「HERO」着用衣装
  - 稲垣吾郎：2007年世界水泳選手権 マーメイドプリンス 公式サポーター 着用衣装
  - 草彅剛：バラエティ番組「SMAP×SMAP」内コント「クサナギーニョ」着用衣装
  - 香取慎吾：映画「西遊記」着用衣装
- 店内モニターにてメンバーコメント放映
- Johnny's Webに掲載されたメンバー直筆イラスト

### ショップスペシャル特典
- シングル「弾丸ファイター」を購入の方にSMAP SHOPオリジナル「ポストカード」をプレゼント
- 「SMAP SHOP限定DVD『西遊記』」と「DVD『西遊記』スタンダード・エディション」の両方を購入した方に「西遊記ミラー」を1枚プレゼント
- SMAP SHOPで異なるアイテム2つ以上購入の方にSMAP SHOPオリジナル「ポストカードカレンダー」をプレゼント

### 来店メンバー
- 2007年12月4日：木村拓哉
- 2007年12月7日：香取慎吾
- 2007年12月9日：木村拓哉
- 2007年12月18日：草彅剛

## MERRY HAPPY SMAP

### 概要
- 開催日時：2008年12月16日 - 2009年1月12日
- 営業時間：11:00 - 21:00
- 会場：akasaka Sacas内

今回から会場が表参道ヒルズから赤坂サカスになり、販売されるグッズも新たに追加された。2008年に行われた全国ツアーの模様が収録されたDVDの限定ジャケットや、全国ツアーの裏側のメンバーを捉えたフォトブックも発売された。このフォトブックには、コンサートに臨むメンバーのリハーサル風景や楽屋の模様など、メンバーの貴重な素顔が収められており、ここでしか見られないSMAPを見ることができる。

### 販売グッズ
| グッズ                                                                         | 価格(税込) | 備考                 |
| ------------------------------------------------------------------------------ | ---------- | -------------------- |
| DVD「SMAP 2008 super.modern.artistic.performance tour」SMAP SHOP限定ジャケット | 8,400円    | 内容は通常盤と同様   |
| Merry Happy CD「MERRY HAPPY SMAP」                                             | 390円      | プロデュース：中塚武 |
| フォトブック「super.modern.artistic.photobook.1」                              | 1,500円    |                      |
| SMAP SHOP限定「オリジナルハンカチ」                                            | 1,200円    |                      |
| SMAP SHOP限定「オリジナルフリースマフラー」                                    | 2,000円    |                      |
| SMAP SHOP限定「オリジナルパスケース」                                          | 1,000円    |                      |
| SMAP SHOP限定「MERRY HAPPY CARD SET」                                          | 800円      |                      |
| DVD「山のあなた ～徳市の恋～」                                                 | 3,990円    |                      |
| DVD-BOX「佐々木夫妻の仁義なき戦い」                                            | 19,950円   |                      |
| DVD-BOX「薔薇のない花屋」                                                      | 23,940円   |                      |
| DVD-BOX「猟奇的な彼女」                                                        | 23,940円   |                      |

### 店内展示品
- メンバー着用衣装
  - コンサートツアー「SMAP 2008 super.modern.artistic.performance tour」ステージ衣装
  - 「第59回NHK紅白歌合戦」ステージ衣装
- 店内モニターにてメンバーコメント放映
- 映画「私は貝になりたい」展示コーナー
- Johnny's Webに掲載されたメンバー直筆イラスト

### ショップスペシャル特典
- SMAP SHOPで異なるアイテム2つ以上購入の方にSMAP SHOPオリジナル「特製 MERRY HAPPY カレンダー」をプレゼント

### 来店メンバー
- 2008年12月19日：香取慎吾
- 2008年12月20日：稲垣吾郎
- 2008年12月30日：草彅剛

## CHAN TO SHI NAI TO NE!

### 概要
- 開催日時：2009年12月18日 - 2010年1月11日
- 営業時間：11:00 - 21:00
- 会場：akasaka Sacas内

2009年を振り返ると、みんながMerry Happyに過ごすことができたとはいえず、日本を明るく盛り上げ、2010年を明るく過ごすために、もう一度自分自身を見つめ直し、引き締め、2010年この季節にまたMERRY HAPPYといえるようにとテーマを例年の「MERRY HAPPY SMAP」ではなく、「CHAN TO SHI NAI TO NE!」(ちゃんとしないとね)となった。稲垣吾郎は、「2009年、暗い話題が多かったけれど、僕達SMAPが、そしてみんながCHAN TOすれば、2010年きっと楽しいこと、明るいこと増えてくることでしょう。だから、いま、『CHAN TO SHI NAI TO NE!』と思います」とコメントしている。
今回販売されたフォトブック「CHAN TO SHI NAI TO NE! in NY」は、2009年年末に放映されたソフトバンクのCM撮影のためにニューヨークに訪れたメンバーたちの姿を収めたフォトブックである。裏表紙にはメンバー直筆のメッセージが入っている。また、「SEKAI NI HITOTSU DAKE NO HANA (S.O.N version)」は、ソフトバンクのCMで歌われたSMAPの楽曲「世界に一つだけの花」の中から、JAZZ versionとCLASSIC versionの2曲が収録されている。2009年のFNS歌謡祭やNHK紅白歌合戦では、CLASSIC versionが歌われている。

### 販売グッズ
| グッズ                                                           | 価格(税込) | 備考                                                                                  |
| ---------------------------------------------------------------- | ---------- | ------------------------------------------------------------------------------------- |
| SMAP SHOP限定CD「CHAN TO SHI NAI TO NE!」                        | 390円      | プロデュース：中田ヤスタカ                                                            |
| SMAP SHOP限定CD「SEKAI NI HITOTSU DAKE NO HANA (S.O.N version)」 | 840円      | 収録内容 1. 世界に一つだけの花 (JAZZ version) 2. 世界に一つだけの花 (CLASSIC version) |
| SMAP SHOP限定フォトブック「CHAN TO SHI NAI TO NE! in NY」        | 1,500円    |                                                                                       |
| SMAP SHOP限定「オリジナル ハンカチ」                             | 1,200円    |                                                                                       |
| SMAP SHOP限定「オリジナル シュシュ」                             | 1,000円    |                                                                                       |
| SMAP SHOP限定「オリジナル パスケース」                           | 1,000円    |                                                                                       |
| SMAP SHOP限定「オリジナル カードセット」                         | 800円      |                                                                                       |
| SMAP SHOP限定「オリジナル Tシャツ」                              | 2,500円    |                                                                                       |
| SMAP SHOP限定「オリジナル マグカップ」                           | 1,500円    |                                                                                       |
| シングルCD「そっと きゅっと / スーパースター★」                  | 1,155円    |                                                                                       |
| シングルCD「こちら葛飾区亀有公園前派出所」                       | 1,155円    |                                                                                       |
| DVD「私は貝になりたい」                                          | 3,990円    |                                                                                       |
| DVD-BOX「MR.BRAIN」                                              | 19,950円   |                                                                                       |
| DVD「HERO 特別編」                                               | 4,935円    |                                                                                       |
| DVD-BOX「CHANGE」                                                | 23,940円   |                                                                                       |
| DVD-BOX「黒部の太陽」                                            | 11,970円   |                                                                                       |

### 店内展示品
- メンバー着用衣装
  - ソフトバンクCM 着用衣装「COLOR LIFE FOR SMAP」
  - 「第60回NHK紅白歌合戦」ステージ衣装
- 店内モニターにてメンバーコメント放映
- ソフトバンク COLOR LIFE 展示コーナー
- Johnny's Webに掲載されたメンバー直筆イラスト

### 来店メンバー
- 2009年12月17日：SMAP
- 2009年12月22日：香取慎吾

## Are You Smap?

### 概要
- 開催日時：2010年12月8日 - 2010年1月10日
- 営業時間：11:00 - 21:00
- 会場：akasaka Sacas内

2010年発売されたアルバム「We are SMAP!」やツアーに共通して使用されてきた"We"には、メンバーやファンだけでなく、今回参加した著名なミュージシャンや楽曲提供アーティストが含まれている。そして毎度のコンサートの最後に「We are SMAP!」と叫んだ、あの場面、あの瞬間をもう一度思い出し、"みんながSMAP"と感じてくれる場所として、テーマを「Are You Smap?」とし、ショップをオープンした。

### 販売グッズ
| グッズ                                                        | 価格(税込) | 備考                       |
| ------------------------------------------------------------- | ---------- | -------------------------- |
| DVD「We are SMAP! 2010 CONCERT DVD」SMAP SHOP限定ジャケット   | 8,400円    | 内容は通常盤と同様         |
| SMAP SHOP限定CD「Are You Smap?」                              | 390円      | プロデュース：DAISHI DANCE |
| SMAP SHOP限定「エプロン」                                     | 2,500円    |                            |
| SMAP SHOP限定「キッチン手袋」                                 | 1,000円    |                            |
| SMAP SHOP限定「エコ箸(ケース付)」                             | 800円      |                            |
| SMAP SHOP限定「ランチボックス」                               | 1,800円    |                            |
| SMAP SHOP限定「ハンカチ」                                     | 1,200円    |                            |
| SMAP SHOP限定「ネイルケアセット」                             | 1,200円    |                            |
| SMAP SHOP限定「マグカップ」                                   | 1,500円    |                            |
| SMAP SHOP限定「グリーティングカードセット」                   | 800円      |                            |
| DVD「We are SMAP! 2010 CONCERT DVD」                          | 8,400円    |                            |
| アルバムCD「We are SMAP!」                                    | 3,600円    |                            |
| シングルCD「This is love」(通常盤)                            | 1,155円    |                            |
| DVD「SMAPがんばりますっ!! 2010 10時間超完全版」               | 4,980円    |                            |
| DVD-BOX「婚カツ!」                                            | 23,940円   |                            |
| DVD「アイ・カム・ウィズ・ザ・レイン」(木村拓哉ジャケット仕様) | 5,985円    |                            |
| DVD-BOX「任侠ヘルパー」                                       | 23,940円   |                            |
| DVD「BALLAD ～名もなき恋のうた～」(通常盤)                    | 3,990円    |                            |
| DVD「人生成功開運アニメ 夢をかなえるゾウ」                    | 4,935円    |                            |
| DVD-BOX「こちら葛飾区亀有公園前派出所」                       | 19,950円   |                            |
| DVD「座頭市 THE LAST」(通常盤)                                | 3,990円    |                            |
| CD「SPACE BATTLESHIP ヤマト ORIGINAL SOUNDTRACK」             | 2,500円    |                            |
| CD「僕と妻の1778の物語 オリジナル・サウンド・トラック」       | 2,520円    |                            |

### 店内展示品
- メンバー着用衣装
  - コンサートツアー「We are SMAP! CONCERT TOUR 2010」ステージ衣装
  - 「第61回NHK紅白歌合戦」ステージ衣装
- 店内モニターにてメンバーコメント放映
- 映画「SPACE BATTLESHIP ヤマト」「僕と妻の1778の物語」「冬のサクラ」展示コーナー

### ショップスペシャル特典
- SMAP SHOPで異なるアイテム2つ以上購入の方にSMAP SHOPオリジナル「Merry HAPPY カレンダー」をプレゼント

### 来店メンバー
- 2010年12月8日：稲垣吾郎・香取慎吾
- 2010年12月28日：香取慎吾
- 2010年12月31日：木村拓哉・草彅剛

## RUNNING SMAP!

### 概要
- 開催日時：2011年12月8日 - 2012年1月9日
- 営業時間：11:00 - 21:00
- 会場：akasaka Sacas内

SMAPCDデビュー20周年を迎えた2011年は、ファンミーティングや西武園ゆうえんちでのイベント、海外公演、ファンパーティーなど様々な形でファンと交流を深めた。2012年のコンサートツアーも決定し、歩みを止めないSMAPの決意を込めて、テーマを「RUNNING SMAP!」とした。
店内は、「RUNNING SMAP!」のコンセプトに合わせた新しいデザインとなっており、ランニングマシーンやメンバーの実物大の足型など工夫がなされている。また、デビュー当時からの映像が店内に流れており、SMAPが走り続けた「RUNNING SMAP!」の軌跡を見ることができる。

### 販売グッズ
| グッズ                                                    | 価格(税込)      | 備考               |
| --------------------------------------------------------- | --------------- | ------------------ |
| DVD「THANKS FOR BEIJING!」SMAP SHOP限定ジャケット         | 3,150円         | 内容は通常盤と同様 |
| SMAP SHOP限定CD「RUNNING SMAP!」                          | 390円           |                    |
| SMAP SHOP限定フォトブック「RUNNING SMAP! PHOTOBOOK!」     | 1,500円         |                    |
| SMAP SHOP限定「グリーティングカードセット」               | 800円           |                    |
| SMAP SHOP限定「ブランケット」                             | 1,500円         |                    |
| SMAP SHOP限定「ハンカチ」                                 | 1,200円         |                    |
| SMAP SHOP限定「カフェマグ」                               | 1,500円         |                    |
| SMAP SHOP限定「ペンセット」                               | 1,200円         |                    |
| シングルCD「僕の半分」(初回盤/通常盤)                     | 1,500円/1,155円 |                    |
| ベストアルバムCD「SMAP AID」                              | 3,570円         |                    |
| DVD「THANKS FOR BEIJING!」                                | 3,150円         |                    |
| DVD「新春ドラマスペシャル『味いちもんめ2011』」           |                 |                    |
| DVD-BOX「月の恋人 ～Moon Lovers～」                       |                 |                    |
| DVD-BOX「流れ星」                                         |                 |                    |
| DVD-BOX「ブルドクター」                                   |                 |                    |
| DVD-BOX「99年の愛 ～JAPANESE AMERICANS～」                |                 |                    |
| DVD-BOX「幸せになろうよ」                                 |                 |                    |
| DVD「SPACE BATTLESHIP ヤマト」                            |                 |                    |
| DVD「十三人の刺客」                                       |                 |                    |
| DVD「僕と妻の1778の物語」                                 |                 |                    |
| アルバム「こち亀2011 両さんソングブック」                 |                 |                    |
| CD「TBS系ドラマ『南極大陸』オリジナル・サウンドトラック」 |                 |                    |

### 店内展示品
- メンバー着用衣装
  - 中居正広：「SMAP×SMAP」内コント「しょうわ時代」衣装
  - 木村拓哉：SMAP AID SPECIAL FANMEETING 2011 西武園ゆうえんち ステージ衣装
  - 稲垣吾郎：「SMAP×SMAP」内コント「ゴロクミ」より「ごりーぱみゅぱみゅ」衣装
  - 草彅剛：「SMAP×SMAP」内コント「がんばれジャニーズ」より「グッスリーズ」衣装
  - 香取慎吾：SMAP FaN×FuN PARTY 2011 ステージ衣装
  - 「第62回NHK紅白歌合戦」ステージ衣装
- 店内モニターにてメンバーコメント放映
- ドラマ「南極大陸」展示コーナー
- SMAP 1991-2011 ヒストリー展示コーナー

### ショップスペシャル特典
- SMAP SHOPで異なるアイテム2つ以上購入の方にSMAP SHOPオリジナル「SMAPオリジナルカレンダー」をプレゼント

### 来店メンバー
- 2011年12月17日：香取慎吾
- 2011年12月20日：稲垣吾郎
- 2011年12月25日：木村拓哉
- 2011年12月29日：草彅剛

## GIFT from SMAP

### 概要
- 開催日時：2012年12月5日 - 2013年1月6日
- 営業時間：11:00 - 21:00
- 会場：akasaka Sacas内

"SMAPからの気持ちを込めたGIFT=「GIFT of SMAP」"という意味が込められた2012年のアルバムとツアーに引き続き「GIFT」というキーワードを用いて、「of」から「from」に進化させ、ショップに訪れたファンに一層の想いを伝えるために「GIFT from SMAP」と名付けられた。
店内は、みんながHAPPYになれる空間を目指してデザインされており、ギフトボックスが店内を埋め尽くしている。その中には、メンバーからのメッセージが書かれていたり、ライブなどの写真がデザインされている。また、店内に設置されたQRコードを自身の携帯電話・スマートフォンで読み取ると、SMAP SHOP限定オリジナル携帯待ち受けを受け取ることができる。さらに、毎日2名に当たるプレゼント抽選会も開催。当選した人には豪華賞品をプレゼントする。
今回販売されるSMAP SHOP限定DVD「GIFT of SMAP CONCERT'2012」は、今までジャケットのみ異なる仕様であったが、ジャケットだけでなく、封入されるフォトブックやボーナスコンテンツの写真や収録内容も異なり、限定品となっている。

### 販売グッズ
| グッズ                                                            | 価格(税込) | 備考                             |
| ----------------------------------------------------------------- | ---------- | -------------------------------- |
| DVD「GIFT of SMAP CONCERT'2012」SMAP SHOP限定バージョン           | 8,400円    | 特製ショッピングバッグ付き       |
| SMAP SHOP限定CD「GIFT from SMAP」                                 | 390円      | サウンドプロデュース：菅野よう子 |
| SMAP SHOP限定「オリジナル傘」                                     | 2,500円    | 数量限定                         |
| SMAP SHOP限定「ポストカードセット」(ミニファイル3種つき)          | 1,000円    |                                  |
| SMAP SHOP限定「レターセット」                                     | 900円      |                                  |
| SMAP SHOP限定「マグカップ」(2種)                                  | 各1,500円  |                                  |
| SMAP SHOP限定「ハンカチ」(2種)                                    | 各1,200円  |                                  |
| SMAP SHOP限定「特製GIFT BOX入りハンカチ2枚セット」                | 2,400円    |                                  |
| SMAP SHOP限定「ペンセット」                                       | 1,200円    |                                  |
| SMAP SHOP限定「クリアポーチセット」                               | 900円      |                                  |
| 布バッグ／ギフト用紙バッグ                                        | 各200円    | 今回よりショッピングバッグが有料 |
| シングルCD「さかさまの空」(通常盤)                                | 1,155円    |                                  |
| シングルCD「Moment」(通常盤)                                      | 1,155円    |                                  |
| シングルCD「MONSTERS」(初回盤A/B)                                 | 各1,500円  |                                  |
| シングルCD「MONSTERS」(通常盤)                                    | 1,155円    |                                  |
| アルバムCD「GIFT of SMAP」(通常盤)                                | 3,600円    |                                  |
| DVD「GIFT of SMAP CONCERT TOUR'2012」                             | 8,400円    |                                  |
| DVD-BOX「南極大陸」                                               | 19,950円   |                                  |
| DVD-BOX「37歳で医者になった僕」                                   | 23,940円   |                                  |
| DVD-BOX「冬のサクラ」                                             | 13,440円   |                                  |
| DVD-BOX「ATARU」                                                  | 21,945円   |                                  |
| DVD「こち亀 THE MOVIE」                                           | 2,940円    |                                  |
| DVD「フレンズ もののけ島のナキ」                                  | 3,990円    |                                  |
| DVD「LOVE まさお君が行く!」                                       | 3,990円    |                                  |
| CD「PRICELESS～あるわけねぇだろ、んなもん!～ サウンド・トラック」 | 2,500円    |                                  |
| フォトブック「私服だらけの中居正広増刊号～輝いて～ Part2」        | 300円      |                                  |

### 店内展示品
- メンバー着用衣装
  - コンサートツアー「GIFT of SMAP CONCERT TOUR'2012」ステージ衣装
  - 「Moment」ジャケット衣装
  - 「第63回NHK紅白歌合戦」ステージ衣装
- 店内モニターにてメンバーコメント放映
- ドラマ「MONSTERS」、映画「中学生円山」展示コーナー

### ショップスペシャル特典
- SMAP SHOPで異なるアイテム2つ以上購入の方にSMAP SHOPオリジナル「SMAPオリジナルカレンダー」をプレゼント

### 来店メンバー
- 2012年12月10日：香取慎吾
- 2012年12月?日：草彅剛
- 2012年12月29日：木村拓哉
- 2012年12月30日：稲垣吾郎

## 50(GO) GO SMAP

### 概要
- 開催日時：2013年12月5日 - 2014年1月5日
- 営業時間：11:00 - 21:00
- 会場：akasaka Sacas内

今回のテーマは「50(GO) GO SMAP」となっており、50枚ものシングルをリリースしたSMAPが、感謝の気持ちを伝え、そしてこれからもみんなで一緒に前に進んでいこうという意味が込められている。
2013年6月に50枚目のシングル「Joy!!」を発売したことを記念し、デビューシングル「Can't Stop!! -LOVING-」から50thシングル「Joy!!」の紙ジャケットCD50枚豪華セット「50(GO) GO SMAP -50 SINGLES-」を限定発売した。
店内に設置されたQRコードを自身の携帯電話・スマートフォンで読み取ると、SMAP SHOP限定オリジナル携帯待ち受けを受け取ることができる。待ち受け画像は期間内に変更した。さらに、毎日2名に当たるプレゼント抽選会も開催。当選した人には豪華賞品をプレゼントする。
シングル「シャレオツ」のミュージックビデオの中で、メンバーが取材を受けたチェッカーパネルが店内に登場。メンバーと同じように記念撮影することができるようなスペースが用意されている。また、50枚のシングルのジャケットが描かれた巨大パネルも登場した。

### 販売グッズ
| グッズ                                                            | 価格(税込) | 備考                                                                   |
| ----------------------------------------------------------------- | ---------- | ---------------------------------------------------------------------- |
| SMAP SHOP限定 シングル50枚セット「50(GO) GO SMAP -50 SINGLES-」   | 29,800円   | 「50(GO) GO SMAP -50 SINGLES-」専用バッグ付 特典ジャケットステッカー付 |
| SMAP SHOP限定CD「50(GO) GO SMAP」                                 | 390円      | プロデュース：Koji Nakamura                                            |
| シングル「シャレオツ／ハロー」(初回盤A／B／通常盤(フォトブック付) | 各1,500円  |                                                                        |
| SMAP SHOP限定「マイボトル」                                       | 2,500円    |                                                                        |
| SMAP SHOP限定「携帯クッション」                                   | 1,200円    |                                                                        |
| SMAP SHOP限定「スケジュール帳」                                   | 2,800円    |                                                                        |
| SMAP SHOP限定「エコバック」                                       | 2,000円    |                                                                        |
| SMAP SHOP限定「バックインバック」                                 | 1,800円    |                                                                        |
| SMAP SHOP限定「カレンダー付 ブロックメモ」                        | 1,200円    |                                                                        |
| SMAP SHOP限定「エコカイロ」                                       | 600円      |                                                                        |
| SMAP SHOP限定「マグカップ」                                       | 1,500円    |                                                                        |
| SMAP SHOP限定「ハンカチ」                                         | 1,200円    |                                                                        |
| SMAP SHOP限定「ポストカードセット(ミニファイル3種付き)」          | 900円      |                                                                        |
| SMAP SHOP限定「数量限定 オリジナルバック」                        | 7,000円    |                                                                        |
| SMAP SHOP限定「ショッピングバッグ」                               | 400円      |                                                                        |

### 店内展示品
- メンバー着用衣装
  - 中居正広：「Joy!!」ジャケット衣装／映画「ATARU」より「チョコザイ」衣装
  - 木村拓哉：「Battery」ジャケット衣装／ドラマ「安堂ロイド～A.I.knows LOVE?～」より「沫嶋黎士」衣装
  - 稲垣吾郎：「Joy!!」ジャケット衣装／映画「おしん」より「谷村作造」衣装
  - 草彅剛：「Mistake!」ジャケット衣装／舞台「二都物語」より「スクネ」衣装
  - 香取慎吾：「ハロー」ジャケット衣装／私服（私服本「服バカ至福本」より）
  - 「第64回NHK紅白歌合戦」ステージ衣装
- 店内モニターにてメンバーコメント放映
- ドラマ「安堂ロイド ～A.I.knows LOVE?～」展示コーナー

### ショップスペシャル特典
- SMAP SHOPで異なるアイテム2つ以上購入の方にSMAP SHOPオリジナル「SMAPオリジナルステッカー」をプレゼント
- SMAP SHOPで異なるアイテム2つ以上購入の方に期間限定で「SMAPクリスマスカード」をプレゼント

### 来店メンバー
- 2013年12月5日：香取慎吾
- 2013年12月10日：木村拓哉
- 2013年12月16日：稲垣吾郎
- 2013年12月19日：香取慎吾
- 2013年12月20日：稲垣吾郎・草彅剛
- 2013年12月24日：香取慎吾
- 2013年12月31日：草彅剛・香取慎吾

## Saikou de Saikou no Smap Shop 2014-2015

### 概要
- 開催日時：2014年12月10日 - 2015年1月6日
- 営業時間：11:00 - 21:00
- 会場：akasaka Sacas内

2014年に発売したアルバム、行われたツアー共通のテーマ「Mr.S -SAITEI DE SAIKOU NO OTOKO-」にちなんでつけられた今回のテーマは、「2014年をSaikouのまま締めくくり、2015年もSaikouな1年にしよう」という願いが込められている。
販売グッズは、ハンカチやマグカップといったおなじみのグッズに加え、1日あたりの販売数量限定となっているクラッチバッグや、寒い冬にもっとこいのかわいらしいデザインの手袋など今回初のグッズも用意されている。
今回販売されるSMAP SHOP限定DVD&Blu-ray「Mr.S "saikou de saikou no CONCERT TOUR"」は、今までジャケットのみ異なる仕様であったが、ジャケットだけでなく、封入されるフォトブックやボーナスコンテンツの写真や収録内容も異なり、限定品となっている。

### 販売グッズ
| グッズ                                                                     | 価格(税込) | 備考                                          |
| -------------------------------------------------------------------------- | ---------- | --------------------------------------------- |
| SMAP SHOP限定DVD&Blu-ray「Mr.S "saikou de saikou no CONCERT TOUR"」        | 各9,180円  |                                               |
| SMAP SHOP限定CD「Saikou de Saikou no Smap」                                | 390円      | プロデュース:☆Taku Takahashi(m-flo, block.fm) |
| SMAP SHOP限定「ハンカチ」                                                  | 1,300円    |                                               |
| SMAP SHOP限定「ポストカードセット(ミニファイル3種付)」                     | 1,000円    |                                               |
| SMAP SHOP限定「手袋」                                                      | 3,500円    |                                               |
| SMAP SHOP限定「Sセット(マグネット/キーホルダー/スマートフォンアクセサリ)」 | 3,000円    |                                               |
| SMAP SHOP限定「トートバッグ」                                              | 3,500円    |                                               |
| SMAP SHOP限定「限定クラッチバッグ」                                        | 8,000円    |                                               |
| SMAP SHOP限定「ショッピングバッグ」                                        | 500円      |                                               |
| DVD&Blu-ray「Mr.S "saikou de saikou no CONCERT TOUR"」                     | 各9,180円  |                                               |
| DVD-BOX「安堂ロイド -A.I. knows LOVE?-」                                   | 22,572円   |                                               |
| DVD「劇場版 ATARU THE FIRST LOVE & THE LAST KILL」                         | 4,104円    |                                               |
| DVD「宮本武蔵」                                                            | 8,208円    |                                               |
| DVD「中学生円山」                                                          | 4,104円    |                                               |
| DVD「神様のベレー帽～手塚治虫のブラックジャック創作秘話～」                | 4,104円    |                                               |
| DVD-BOX「独身貴族」                                                        | 24,624円   |                                               |
| DVD-BOX「SMOKING GUN～決定的証拠～」                                       | 24,624円   |                                               |
| シングル「Yes we are / ココカラ」                                          | 1,296円    |                                               |
| シングル「Top Of The World / Amazing Discovery」                           | 1,296円    |                                               |

### 店内展示品
- メンバー着用衣装
  - コンサートツアー「Mr.S "saikou de saikou no CONCERT TOUR"」ステージ衣装
  - 中居正広：「劇場版 ATARU -THE FIRST LOVE & THE LAST KILL-」より「チョコザイ」衣装／バラエティ番組「中居正広の金曜日のスマたちへ」衣装
  - 木村拓哉：「SMAP×FNS27時間テレビ 武器はテレビ。」より「ノンストップLIVE」衣装
  - 稲垣吾郎：「Mr.S "saikou de saikou no CONCERT TOUR"」JUNCTION(Hospital)より
  - 草彅剛：「SMAP×FNS27時間テレビ 武器はテレビ。」より「TELEVI MAN」衣装
  - 香取慎吾：バラエティ番組「おじゃマップ」文化服装学院の文化祭にサプライズ出演した際に着用した衣装
  - 「第65回NHK紅白歌合戦」ステージ衣装
- 店内モニターにてメンバーコメント放映

### ショップスペシャル特典
- SMAP SHOPで異なるアイテム2つ以上購入の方にSMAP SHOPオリジナル「SMAPオリジナルカレンダー」をプレゼント
- SMAP SHOPで異なるアイテム2つ以上購入の方に期間限定で「SMAPクリスマスカード」をプレゼント

### 来店メンバー
- 2014年12月11日：香取慎吾
- 2014年12月15日：稲垣吾郎
- 2014年12月17日：香取慎吾
- 2014年12月22日：草彅剛・香取慎吾
- 2014年12月23日：木村拓哉

## 10th Anniversary SMAP SHOP!

### 概要
- 開催日時：2015年12月10日 - 2016年1月6日
- 営業時間：11:00 - 21:00
- 会場：akasaka Sacas内

SHOPテーマは「10th Anniversary SMAP SHOP!」であり、SMAP SHOP 10周年を記念し、ラグジュアリーな装飾で飾られており、まるでパーティーに遊びにきたようなデザインとなっている。
ハンカチやマグカップといったおなじみのグッズはもちろんのこと、スーツケースベルトやトートバッグなどのお出かけグッズ、数量限定の10th Anniversary缶バッジなど、2015年ならではのアイテムも充実している。

### 販売グッズ
| グッズ                                                     | 価格(税込) | 備考                    |
| ---------------------------------------------------------- | ---------- | ----------------------- |
| SMAP SHOP限定CD「10th Anniversary SMAP SHOP!」             | 390円      | プロデュース：tofubeats |
| SMAP SHOP限定「マグカップ」                                | 1,600円    |                         |
| SMAP SHOP限定「ポストカードセット」                        | 1,000円    |                         |
| SMAP SHOP限定「キーホルダー」                              | 1,800円    |                         |
| SMAP SHOP限定「パスケース」                                | 1,300円    |                         |
| SMAP SHOP限定「マルチケース」                              | 1,400円    |                         |
| SMAP SHOP限定「トートバック」                              | 3,500円    |                         |
| SMAP SHOP限定「スーツケースベルト」                        | 2,000円    |                         |
| SMAP SHOP限定「数量限定 10th Anniversary缶バッジ」         | 3,200円    |                         |
| DVD-BOX「HERO」                                            | 24,624円   |                         |
| DVD-BOX「アイムホーム」                                    | 22,680円   |                         |
| DVD「スペシャリスト2&3」                                   | 5,940円    |                         |
| DVD-BOX「銭の戦争」                                        | 24,624円   |                         |
| シングルCD「華麗なる逆襲 / ユーモアしちゃうよ」            | 1,296円    |                         |
| シングルCD「Otherside / 愛が止まるまでは」                 | 1,296円    |                         |
| アルバムCD「『アイムホーム』オリジナル・サウンドトラック」 | 3,240円    |                         |

### 店内展示品
- メンバー着用衣装
  - 中居正広：「Otherside」歌番組着用衣装
  - 木村拓哉：「愛が止まるまでは」歌番組着用衣装
  - 稲垣吾郎：「Otherside」Music Video 着用衣装
  - 草彅剛：「華麗なる逆襲」歌番組着用衣装
  - 香取慎吾：「愛が止まるまでは」Music Video 着用衣装
  - 「第66回NHK紅白歌合戦」ステージ衣装
- 店内モニターにてメンバーコメント放映
- ドラマ「家族ノカタチ」展示コーナー

### ショップスペシャル特典
- SMAP SHOPで異なるアイテム2つ以上購入の方にSMAP SHOPオリジナル「SMAPオリジナルカレンダー」をプレゼント
- SMAP SHOPで異なるアイテム2つ以上購入の方に期間限定で「SMAPクリスマスカード」をプレゼント

### 来店メンバー
- 2015年12月17日：草彅剛
- 2015年12月21日：香取慎吾
- 2015年12月28日：稲垣吾郎
- 2015年12月31日：中居正広・木村拓哉